# Bernd Förster
Bernhard "Bernd" Georg Josef Förster (nascut el 3 de maig de 1956) és un exfutbolista alemany que jugava com a defensa.
El seu germà menor, Karlheinz, també va ser un futbolista i defensor. Tots dos van jugar al VfB Stuttgart, i es van coronar campions d'Europa el 1980.